# The Corries
The Corries var et skotsk folkemusikband, der er mest kendt for at have lavet Skotlands uofficielle nationalsang Flower of Scotland. Bandet bestod af Roy Williamson (25. juni 1936-12. august 1990) og Ronnie Browne (f. 1938).

## Bandets historie
Williamson og Browne mødte hinanden i 1955 på College of Art i Edinburgh. Hermed startede The Corries. Singlen "Flower of Scotland", der udkom i 1974, blev en stor succes og var med til at fasttømre gruppens popularitet. Singlen bestod af to hyldestsange til Skotland, en skrevet af Williamson ("Flower of Scotland") og en skrevet af Browne ("The Roses of Prince Charlie"). Begge numre er i dag klassikere i Skotland, og netop disse medførte stor kommerciel succes for bandet, der i 1980'erne fik sit eget tv-program.
I 1989 begyndte Williamsons helbred at blive dårligere, og han fik konstateret en ondartet hjernesvulst. 12. august 1990 døde han. Browne forsøgte at fortsatte som solist med bandets sange. I 2002 besluttede han at pensionere sig selv.
I dag er bandet stadig uhyre populært, og cd'er og andet tilbehør sælger godt i Skotland.[kilde mangler]

## Diskografi
- The Corrie Folk Trio and Paddie Bell (1965)
- The Promise Of The Day (1965)
- Those Wild Corries (1966)
- Bonnet, Belt and Sword (1967)
- Kishmul's Galley (1968)
- Scottish Love Songs (1969)
- Strings and Things (1970)
- In Retrospect (1970)
- Sound The Pibroch (1972)
- A Little Of What You Fancy (1973)
- Flower of Scotland (1974)
- Live from Scotland Volume 1 (1974)
- Live from Scotland Volume 2 (1975)
- Live from Scotland Volume 3 (1975)
- Live from Scotland Volume 4 (1977)
- Peat Fire Flame (1977)
- Spotlight On The Corries (1977)
- Stovies (1980) (live)
- A Man's A Man (1980)
- The Dawning of the Day (1982) (live)
- Love From Scotland (1983)
- Scotland Will Flourish (1985) (live)
- Barrett's Privateers (1987) (live)
- The Bonnie Blue (1988) (live)